# Féchy
Féchy ist eine politische Gemeinde im Distrikt Morges des Kantons Waadt in der Schweiz.

## Geographie
Féchy liegt auf 495 m ü. M., 10 km westsüdwestlich der Bezirkshauptstadt Morges (Luftlinie). Das Weinbauerndorf erstreckt sich auf einem kleinen Vorsprung inmitten der Rebhänge am Südhang der Waadtländer Côte, in aussichtsreicher Lage rund 120 m über dem Seespiegel des Genfersees.
Die Fläche des 2,7 km² grossen Gemeindegebiets umfasst einen Abschnitt der Waadtländer Côte. Der Gemeindeboden erstreckt sich vom Uferrandstreifen des Genfersees nordwärts über das Plateau am Hangfuss der Côte und die Rebhänge bis auf die Höhe östlich des Signal de Bougy, auf der mit 675 m ü. M. der höchste Punkt von Féchy erreicht wird. Das Gebiet wird vom Bach Eau Noire zum Genfersee entwässert. Von der Gemeindefläche entfielen 1997 21 % auf Siedlungen, 7 % auf Wald und Gehölze, 71 % auf Landwirtschaft und etwas weniger als 1 % war unproduktives Land.
Féchy besteht aus den drei Teilen Féchy-Dessus (ursprüngliches Dorf), Féchy-Dessous (am Hangfuss) und Les Cassivettes (600 m ü. M., ein Wohnviertel am Hang des Signal de Bougy). Féchy-Dessous wird weiter unterteilt in die Siedlungen Le Saugey (440 m ü. M.), Marterey (460 m ü. M.) und La Crause (444 m ü. M.), alle am Hangfuss der Côte gelegen. Nachbargemeinden von Féchy sind Aubonne, Allaman, Perroy und Bougy-Villars.

## Bevölkerung
Mit 906 Einwohnern (Stand 31. Dezember 2023) gehört Féchy zu den kleineren Gemeinden des Kantons Waadt. Von den Bewohnern sind 79,1 % französischsprachig, 7,0 % deutschsprachig und 5,7 % portugiesischsprachig (Stand 2000). Die Bevölkerungszahl von Féchy belief sich 1850 auf 319 Einwohner, 1900 auf 330 Einwohner. Nachdem die Bevölkerung bis 1970 auf 288 Einwohner abgenommen hatte, setzte seither mit dem Bau neuer Quartiere eine rasche Bevölkerungszunahme mit einer Verdoppelung der Einwohnerzahl innerhalb von 30 Jahren ein.

## Wirtschaft
Féchy war bis Mitte des 20. Jahrhunderts ein vorwiegend durch die Landwirtschaft geprägtes Dorf. Noch heute spielt die Landwirtschaft als Erwerbszweig der Bevölkerung eine wichtige Rolle. Am gesamten Hang der Côte unterhalb einer Höhe von 550 bis 600 m ü. M. wird Weinbau betrieben, wobei Féchy vor allem für seinen Weißwein bekannt ist, insbesondere Chasselas. Auf den landwirtschaftlichen Flächen am Hangfuss herrscht Ackerbau vor. Weitere Arbeitsplätze sind im lokalen Gewerbe und im Dienstleistungssektor vorhanden. In den letzten Jahrzehnten hat sich das Dorf dank seiner attraktiven Lage zu einer Wohngemeinde entwickelt. Viele Erwerbstätige sind deshalb Wegpendler.

## Verkehr
Die Gemeinde ist verkehrstechnisch gut erschlossen. Sie liegt oberhalb der Hauptstrasse 1, die von Genf nach Lausanne führt. Die Autobahnanschlüsse Rolle und Aubonne an der 1964 eröffneten A1 (Genf-Lausanne), die das Gemeindegebiet durchquert, sind jeweils rund 4 km vom Ort entfernt. Durch den Postautokurs Rolle – Aubonne ist Féchy an das Netz des öffentlichen Verkehrs angebunden.

## Geschichte
Das Gemeindegebiet von Féchy war bereits in der Römerzeit besiedelt, da es an der Strasse Vy-d'Etra lag. Aus der Burgunderzeit sind Grabfunde bekannt. Die erste urkundliche Erwähnung des Ortes erfolgte 1188 unter dem Namen Fescheio. Weitere Bezeichnungen waren Fechie, Feschi (1204), Feschie (1221) und Feschier (1467). Der Ortsname ist vermutlich vom römischen Personennamen Fescius abgeleitet.
Féchy unterstand seit dem Mittelalter den Chorherren des Grossen Sankt Bernhards. Seit der Eroberung der Waadt durch Bern im Jahr 1536 teilte Féchy die Geschicke von Aubonne und kam 1701 an die Landvogtei Aubonne. Nach dem Zusammenbruch des Ancien Régime gehörte das Dorf von 1798 bis 1803 während der Helvetik zum Kanton Léman, der anschliessend mit der Inkraftsetzung der Mediationsverfassung im Kanton Waadt aufging. 1798 wurde es dem Bezirk Aubonne zugeteilt.

## Sehenswürdigkeiten
Die heutige reformierte Pfarrkirche Saint-Sulpice wurde schon 1188 erwähnt. Sie erfuhr seither mehrfache Umbauten und wurde letztmals 2003 restauriert. Der alte und kompakte Ortskern von Féchy-Dessus mit zwei Häuserzeilen entlang einer Strasse zeigt charakteristische Weinbauernhäuser aus dem 17. bis 19. Jahrhundert. Da er sein ursprüngliches Ortsbild behalten hat, keine Neubauten in unmittelbarer Nähe vorhanden sind und inmitten der Weinberge liegt, dient er oft als klassisches Fotosujet für ein Weinbauerndorf.
Nahe der Mündung der Eau Noire in den Genfersee steht die Villa La Gordanne, ein Landhaus im griechisch-römischen Stil, im 19. Jahrhundert erbaut. Das Haus mit zylindrischem Grundriss und Flachkuppel weist gegen den See hin einen Portikus mit drei ionischen Säulen und Giebeldreieck auf; im Park befindet sich eine Orangerie.

## Persönlichkeiten
- Phil Collins wohnt in Féchy.[5]